# この胸を、愛を射よ
「この胸を、愛を射よ」（このむねを、あいをいよ）は、ポルノグラフィティの楽曲。2009年9月9日にSME Recordsより28作目のシングルとしてリリースされた。

## 概要
前作『今宵、月が見えずとも』から約10か月ぶりのリリース。
リリース日の2009年9月9日はメジャーデビュー10周年（2009年9月8日）の翌日であり、「999はポルノの日！」として品番はSECL-999、価格は999円（税込）となっている。また、同日には8年ぶりのビデオクリップ集となる『COMPLETE CLIPS 1999-2008』もリリースされた。
初回特典として10周年ロゴステッカー、11月28日に東京ドームで開催する『東京ロマンスポルノ'09 〜愛と青春の日々〜』のチケット特別抽選先行受付チラシが封入されている。

## 収録曲
| 全編曲: ak.homma, Porno Graffitti。 |                        |            |      |
| #                                   | タイトル               | 作詞・作曲 | 時間 |
| 1.                                  | 「この胸を、愛を射よ」 | 新藤晴一   | 5:01 |
| 2.                                  | 「ダイヤモンド」       | 岡野昭仁   | 4:37 |
| 合計時間:                           | 合計時間:              | 合計時間:  | 9:38 |

## 楽曲解説
1. この胸を、愛を射よ
『レコチョク』CMソング
  - アリーナツアー『10thライヴサーキット "ロイヤル ストレート フラッシュ"』追加公演（2009年5月20日 - 24日）で先行披露された楽曲[注釈 1]。
  - 「追加公演では新曲を聴いてもらいたい」という理由から3月頃に制作され、オケ録りはツアー本編最終日（5月3日）と追加公演初日（5月20日）の合間に行われた[2]。当初のタイトルは「One Way Ticket」で、歌詞は「目の前にある道を振り返らず突き進む」といった内容であったが[2]、ツアーの札幌公演に来ていたファンの方がその1週間後に亡くなったという話を聞き、歌入れを前に歌詞が大きく変更された[2]。このことについて、メンバーは以下のようにコメントしている。岡野「そのことがあって、ファンの方はみんなそういう強い思いでライブに来てくれている、僕らの音楽を聴いてくれているんだなっていうことにあらためて気づかされたんですよね。そこで、自分たちのやってることの意味をもう1回、思い返したというか。10周年を迎え、11年目に行くっていうこのタイミングでもう一度、曲を作るとか歌を歌うとか歌詞を書くとか、自分たちの活動を、簡単な言い方をすれば、もっともっと一生懸命やろうみたいな気持ちになれたと思うんですよ。で、そこからでき上がってきた曲だったので、僕としては、晴一が書くことをどれだけ歌で表現できるんだろうっていうことをもう1回頑張ってみたというか。」
新藤「歌詞に関しても、そのことをどう消化すればいいのかっていうのはかなり迷ったけど、それ自体を書くのではなく、そこでもらった力でどう書くかということだと思ったんですよ。なので、真摯に向き合うってことがいちばん大切なのかなと思って書きました。」—Porno Graffitti 28th SINGLE  Special Interview[2]
  - 歌詞変更後の仮タイトルは「愛と青春の日々」[2]。この仮タイトルは同年11月の東京ドーム公演『東京ロマンスポルノ'09 〜愛と青春の日々〜』のサブタイトルに使用され[2]、同公演の本編最終曲では本楽曲が演奏された[3]。
  - MVは本編映像がスローな映像になるように、あえて2倍速の音に合わせて撮影している[4]。
2. ダイヤモンド
  - 曲自体は1年半ほど前から存在しており、「最低限の楽器で、バンドというわかりやすいスタイルで表現できる曲を」と制作された[2]。
  - 歌詞は「くすぶっている日常に悶々としつつも、それがダイヤモンドのように輝かしい未来につながっていく」という内容で、岡野はくすぶっていた自身の大学時代を重ね合わせ歌詞を書き上げたと振り返っている[2]。

## Additional Musicians
1. この胸を、愛を射よ
  - Drums: 松永俊弥
  - Bass: 根岸孝旨
  - Percussion: 三沢またろう
  - Strings: 弦一徹Strings
  - Synthesist: 飯田高広
  - Piano&All Other Instruments: ak.homma
2. ダイヤモンド
  - Drums: 松永俊弥
  - Bass: 根岸孝旨
  - Percussion: 三沢またろう
  - Synthesist: 飯田高広
  - Organ&All Other Instruments: ak.homma

## 収録作品
| タイトル           | 収録作品 |
| ------------------ | --- |
| この胸を、愛を射よ | - アルバム - 8thアルバム『∠TRIGGER』 - ベストアルバム『PORNOGRAFFITTI 15th Anniversary "ALL TIME SINGLES"』 - ミュージックビデオ - 8thアルバム『∠TRIGGER』 - ライヴ映像 - ライヴDVD/BD『"∠TARGET" LIVE IN JCB HALL 2010』 - ライヴDVD/BD『神戸・横浜ロマンスポルノ'14 〜惑ワ不ノ森〜 Live at YOKOHAMA STADIUM』 |
| ダイヤモンド       | - 作品未収録 |